# Théodore Mancaphas
Théodore Mancaphas (ou Mangaphas ou Mankaphas ; grec : Θεόδωρος Μαγκαφᾶς) est un haut dignitaire de Philadelphie à deux reprises usurpateur, la première fois pendant le règne d’Isaac II et la seconde après la prise de Constantinople par les croisés. Les chroniqueurs grecs lui donnèrent le surnom de Morotheodoros (Μωροθεόδωρος) ou « Théodore le Sot », en raison de ces échecs répétés. 

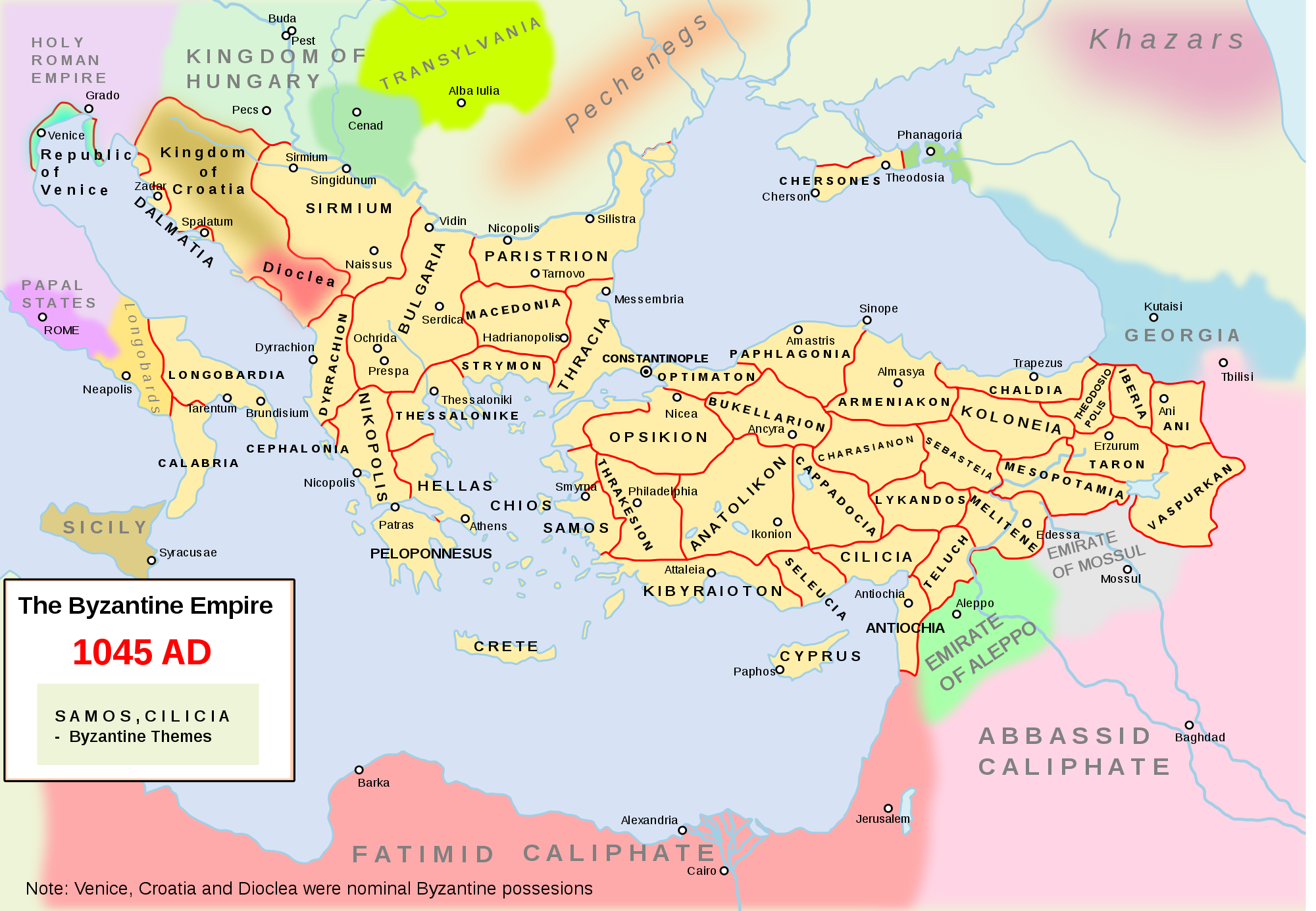
Carte de l'empire vers 1045 ; Philadelphie est la capitale du thème des Thracésiens (Thrakesion).

## Première usurpation
Vers 1188, Théodore, vraisemblablement déjà dirigeant de sa ville natale de Philadelphie, après s’être assuré du soutien d’une bonne partie de la population locale, de celle des régions avoisinantes de Lydie et des communautés arméniennes de la Troade, se proclama empereur se dressant ainsi contre Isaac II Ange. Il commença même à émettre sa propre monnaie d’argent. Ses appuis allant en augmentant, Isaac s’en inquiéta au point de venir livrer bataille à Théodore en personne. Après quelques escarmouches, Isaac mit le siège devant Philadelphie (juin 1189) lorsqu’il apprit l'arrivée de l'empereur Frédéric Barberousse, participant à la troisième croisade. Inquiet, Isaac se hâta de négocier la paix avec Théodore, lui accordant son pardon à condition en échange de l'abandon du titre impérial et de la remise d'otages en guise de bonne foi. Théodore ayant fait sa soumission, il reçut la permission de continuer à diriger Philadelphie à titre de gouverneur.
Entre 1190 et 1193, Basile Vatatzès, le doux du thème des Thracésiens et megas domestikos de l’armée byzantine, le força à se réfugier à la cour des Turcs seldjoukides à Iconium. Le sultan Ghiyath al-Din Kaykhusraw lui permit de lever des troupes parmi les tribus nomades de la région avec lesquelles il dévasta les territoires frontaliers de l’empire en 1195-1196. Vers la fin de 1196, le nouvel empereur, Alexis III Ange (empereur 1195-1203) se fit remettre Mangaphas par le sultan en échange de la promesse que la vie de Théodore serait respectée. Mangaphas resta en prison jusqu’à sa libération (certainement avant 1204) et son retour à Philadelphie.

## Deuxième usurpation
La chute de Constantinople aux mains des croisés en 1204 et la confusion qui s’ensuivit permirent à plusieurs individus de proclamer leur indépendance, voire de prétendre au trône considéré comme vacant. Mangaphas en profita pour reprendre le contrôle de la ville et créer un État indépendant dans cette région. À la suite, il décida d’attaquer Henri de Flandres, l’un des chefs croisés et futur empereur latin (empereur 1206-1216), lequel campait à Adramyttium et tentait de briser ce qui restait de la résistance byzantine en Anatolie. Bien qu’il ait réussi à prendre Henri par surprise, ses forces, incapables d’affronter la cavalerie latine puissamment équipée, furent défaites lors de la bataille d’Adramyttium le 19 mars 1205. Vaincu, il retourna à Philadelphie jusqu’à la conquête de ses territoires par Théodore Laskaris de Nicée en 1205. Il disparaît des chroniques à ce moment, laissant supposer qu’il mourut en captivité à la cour de Nicée.

## Les mouvements séparatistes régionaux sous les Anges
La dynastie des Anges constitue une période d'essor des mouvements sécessionnistes dans l'empire. Les thèmes qui avaient servi d’ossature à l’administration impériale pendant des décennies avaient perdu leur importance en même temps qu’ils se multipliaient. À leur place, les grands propriétaires terriens ou pronoïaires avaient pris en charge l'administration effective de leur territoire. Plusieurs d’entre eux, surtout dans les régions prospères de l’empire, ressentaient vivement le fait que Constantinople ne se souciait des provinces que comme sources d’impôts et de taxes. Devant l’incurie de Constantinople, ils en vinrent à ne compter que sur eux-mêmes pour la défense de leur territoire. Si certains de ces mouvements, comme celui mené à Chypre par Isaac Comnène, permettent de penser que la population acceptait d’être complètement séparée de Constantinople, d’autres comme celui de Mangaphas annonce plutôt « la possibilité de vivre une identité byzantine hors de Constantinople ». Ni Isaac Comnène, ni Théodore Mangaphas, ni Léon Sgouros qui tenta de se tailler une principauté autour de Nauplie, Corinthe et Thèbes, ne cherchèrent à marcher sur Constantinople pour y déposer l’empereur régnant.